# 인천전자마이스터고등학교

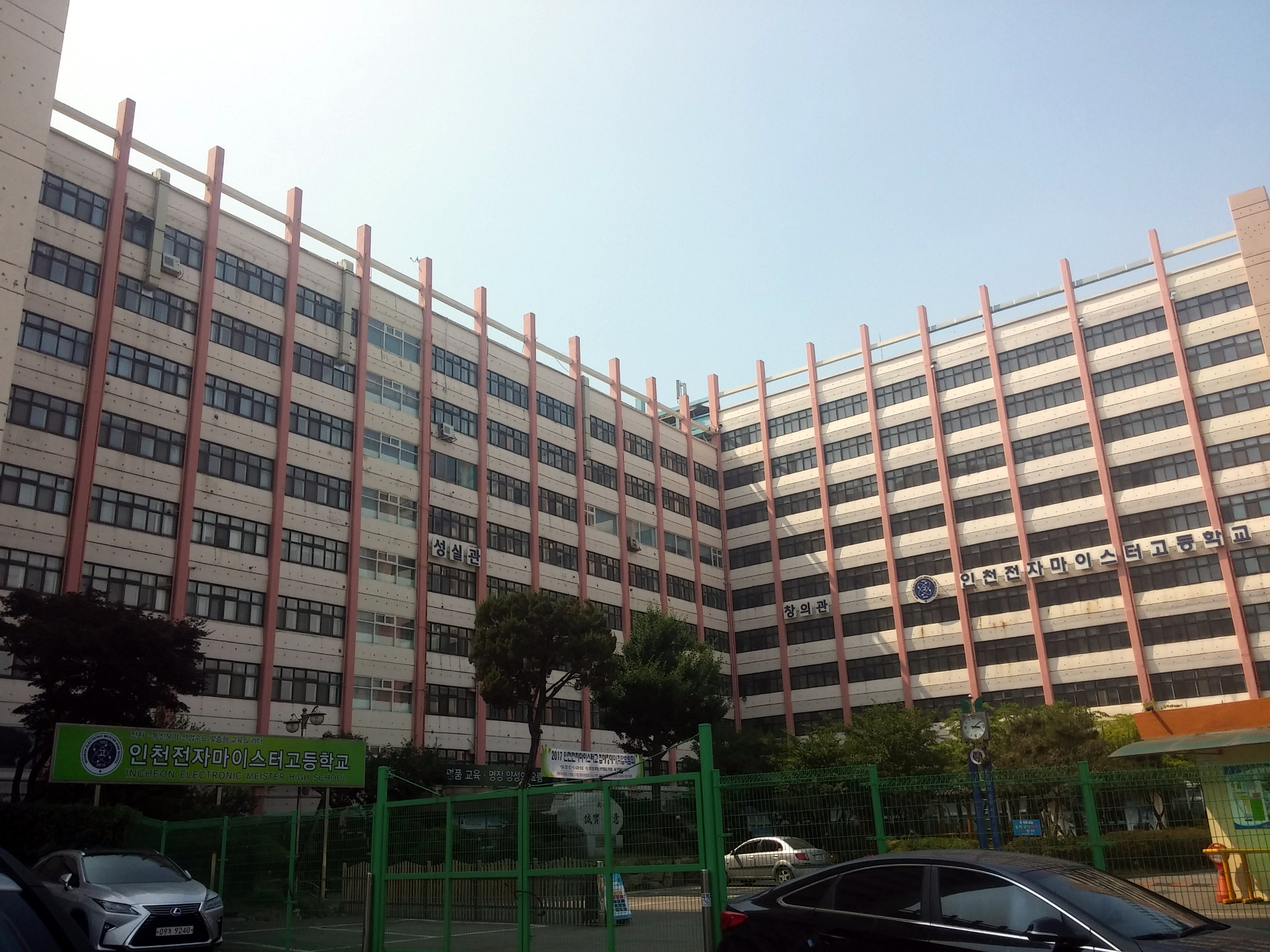

인천전자마이스터고등학교(仁川電子마이스터高等學校)는 대한민국 인천광역시 미추홀구 도화동에 있는 공립 고등학교이다.

## 학교 연혁
- 1952년 7월 15일 : 항도중학원 설립인가 (인천시 중구 신흥동 2가 18번지)
- 1954년 3월 3일 : 항도상업고등기술학교 설립 (고등학교 과정)
- 1982년 10월 13일 : 항도실업고등학교로 인가 (전자과 5학급, 통신과 2학급, 상업과 3학급)
- 1994년 3월 1일 : 설립자 변경 (사립에서 공립으로)
- 1996년 3월 1일 : 교명 변경 인가 (인천전자공업고등학교)
- 2009년 2월 13일 : 전자·통신 분야 마이스터고등학교 선정
- 2010년 3월 2일 : 신입생 입학(8학급 160명) (전자제어과 3학급, 전자회로설계과 3학급, 정보통신기기과 2학급)
- 2010년 11월 8일 : 교명 변경 인가 (인천전자마이스터고등학교)
- 2013년 2월 7일 : 마이스터고 제1회(통합57회) 졸업식(졸업생수 156명, 누계 23,416명)
- 2024년 1월 24일 : 마이스터고 제12회(통합68회) 졸업식(졸업생수 115명, 누계 25,047명)
- 2024년 3월 1일 : 마이스터고 개방형 공모 제5대(공립 제11대) 고상현 교장 취임
- 2025년 1월 9일 :  마이스터고 제13회(통합69회) 졸업식(졸업생수 115명, 누계 25,163명)
- 2025년 3월 4일 : 신입생 129명 입학(8학급)

## 설치 학과
- 전자제어과 (2학급, 32명): 주로 마이크로프로세서[STM-32]를 중심으로 공부하며 프로그래밍(C, JAVA), 전자 CAD, 임베디드 등도 함께 공부한다.
- 전자회로과 (2학급, 32명): 2학년은 전자제어과와 동일하게 ATmega128를 주로 다루고, 3학년은 FPGA 설계를 다룬다. 프로그래밍(C, JAVA)과 회로설계도 하는 편이다. 특이한 점은 3학년 과목보다 2학년 과목이 더 어렵다는 것이다. 여러 과목들 중에서 펌웨어가 가장 어려운데, 이에 대비하기 위해 ATMega128에 관해 미리 공부하고 오면 매우 편하다.
- 정보통신과 (2학급, 32명): 컴퓨터 네트워크(CCNA, 패킷트레이서), 안드로이드(JAVA), 데이터베이스(MySQL)를 공부한다. 또한, 자격시험 응시 비용, 취업처 확대를 위한 정보통신자격협회와의 협약, CISCO Academy 등등 많은 지원을 받는다. 또, 정보통신기기 개발 또는 안드로이드 프로그래밍을 배운다.
- 인공지능전자과 (2학급, 32명) (2022년 신설): 2022년 신설한 학과이며, 전자제어과 교육과정에 인공지능을 융합한 학과라고 보면 된다. 그래서 전자제어과에서 배울 수 있는 라즈베리파이, STM32 등을 다루며, 이 외에도 Python, TensorFlow 등을 배운다. 인공지능전자과만의 전공 교과는 2학년 인공지능 플랫폼 구축, 3학년 인공지능 펌웨어, 인공지능 모델링 등을 배우게 되는데 조금은 어려운 편이다.

## 참고 자료
- 인천전자마이스터고등학교 - 한국교육학술정보원 학교알리미